# Río Kootenay

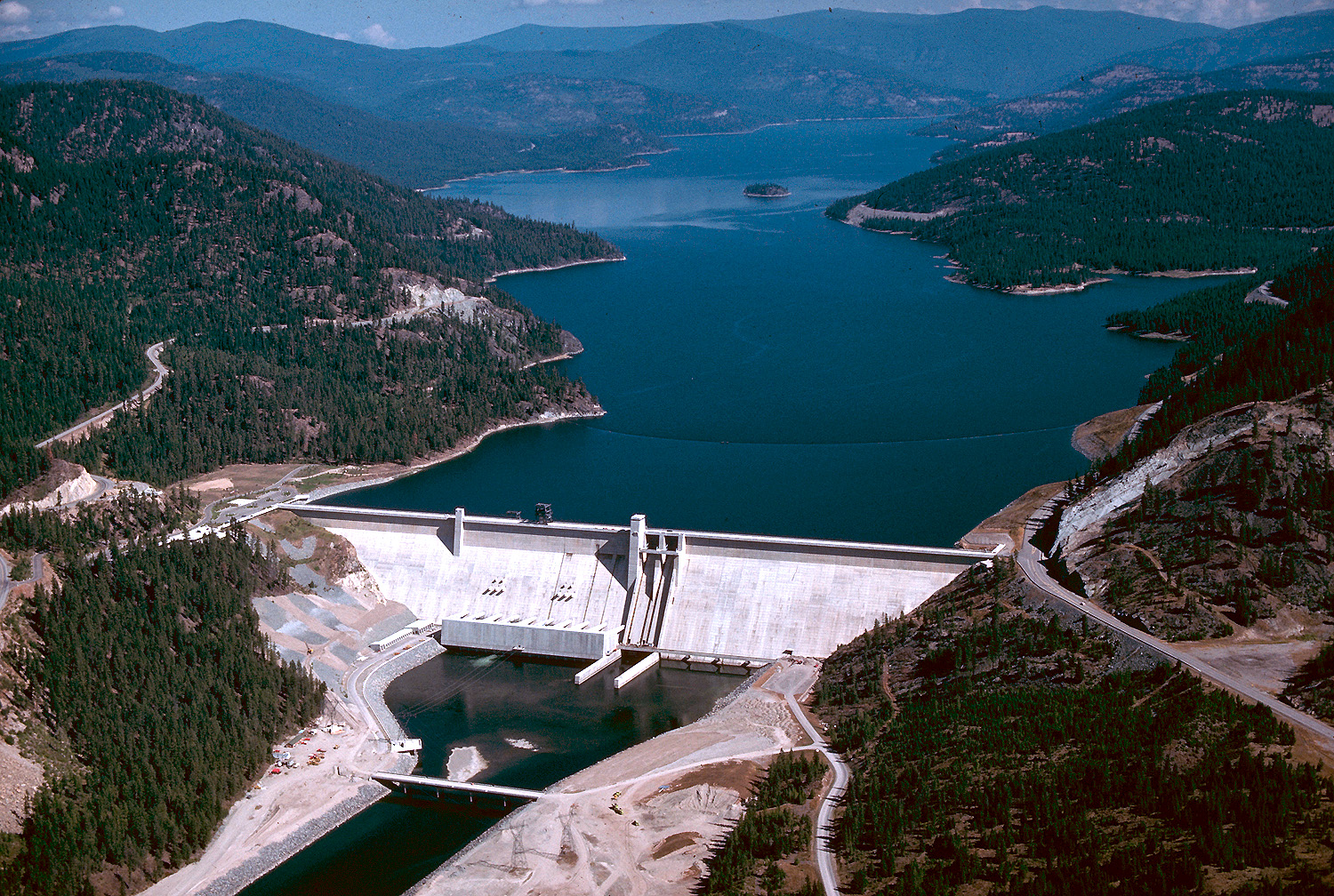
La presa Libby (Montana) en el río Kotenay.

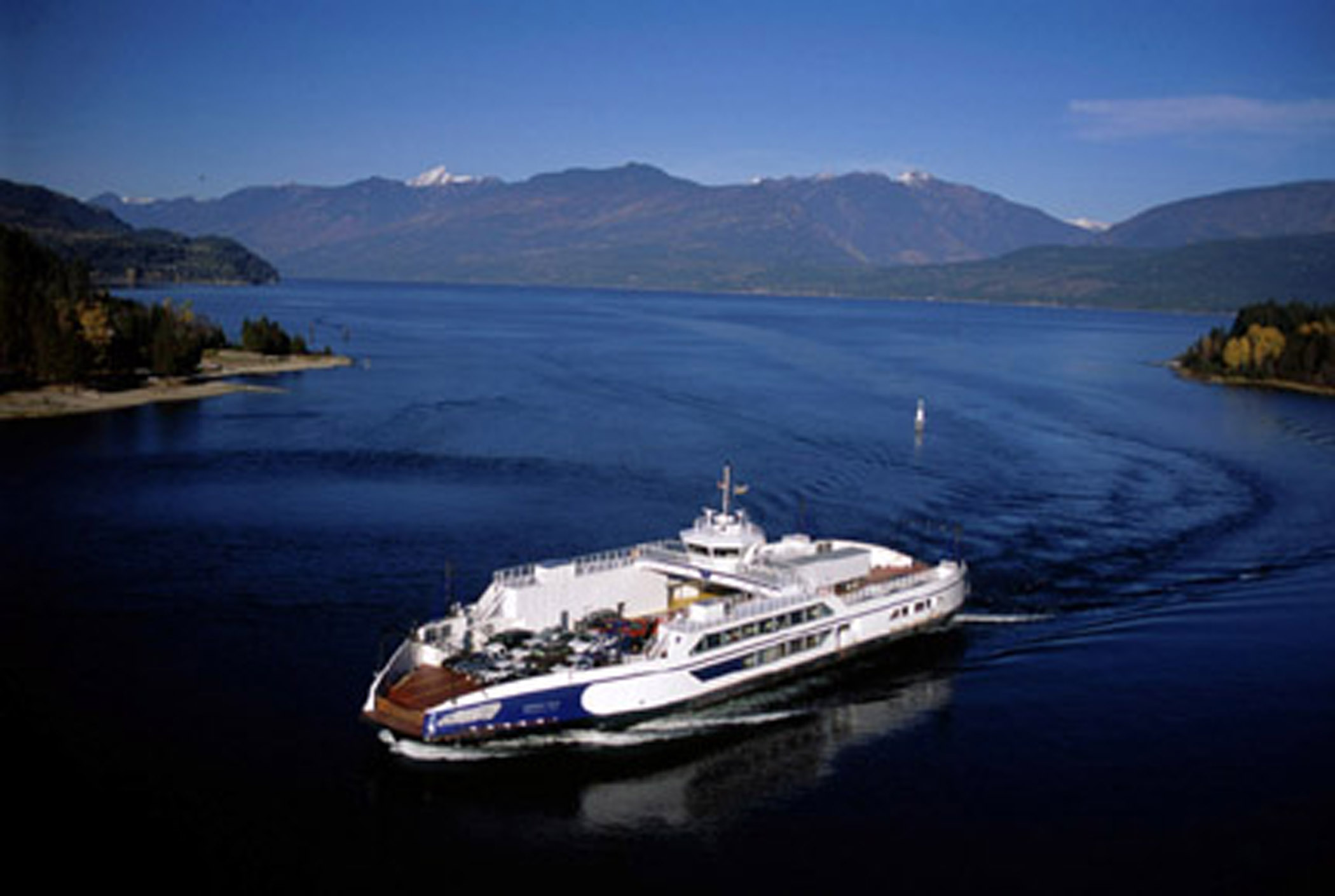
Ferry en el lago Kootenay, en el tramo final del río Kootenay.

El río Kootenay (también Kotenai) ([en inglés: Kootenay River) es un largo río del oeste de América del Norte, uno de los principales afluentes del río Columbia. El río es uno de los pocos ríos del continente que nace en Canadá, y tras un recorrido por Estados Unidos, vuelve a territorio canadiense. Tiene una longitud de 780 km y drena una cuenca de 50.300 km² —mayor que países como Eslovaquia y la República Dominicana—, de los que solamente 12.600 km² pertenecen a los EE. UU.
El río lleva su nombre por la tribu amerindia de los kootenai, que vivían en la región (y aún lo hacen en la Reserva India de los Flathead).
Administrativamente, el río discurre por la provincia canadiense de la Columbia Británica y por los estados estadounidenses de Montana e Idaho.

## Geografía
El río Kootenay nace en las Montañas Rocosas, en la parte oriental de la provincia canadiense de la Columbia Británica. El río discurre primero en dirección sur, entre la vertiente oriental de la cordillera Vermillion (Vermillion Range) y la vertiente occidental de la cordillera Ball (Ball Range). En este curso alto el río atraviesa el extremo oriental de la Columbia Británica, discurriendo por el interior del Parque Nacional Kootenay. Luego el río entra en la Fosa de las Montañas Rocosas (Rocky Mountain Trench), «el valle del millar de picos», cerca de Canal Flats (700 hab.) (pasando a menos de un kilómetro del lago Columbia, la cabecera del río Columbia). Pasa por las pequeñas localidades canadienses de Skookumchuck, Wasa, Fort Steel y Wardner, donde llega al lago Koocanusa, la cola del largo embalse —unos 145 km de longitud— creado por la presa finalizada en 1975 cerca de Libby (2626 hab. en el censo de 2000), en Montana. El río sigue hacia el sur unos 70 km más en el tramo del embalse, a lo largo de la fosa, antes de llegar a la frontera Canadá-Estados Unidos.
Luego el río se interna en los Estados Unidos, en la parte norte del estado de Montana (utilizando la grafía Kootenai). A orillas del embalse pasa por Rexford y tras dejar atrás la presa, el río gira hacia el oeste, todavía dentro de la Fosa de las Montañas Rocosas. Recibe por el sur, por la margen izquierda, las aguas del río Fisher (101 km) y pasa frente a las pequeñas localidades de Jennings, Ripley y Libby, donde recibe, también procedente del sur, al arroyo Libby. El valle se cierra luego, un corto tramo en el que están las cascadas Kootenai (Kootenai Falls). Llega a continuación el río a Troy (957 hab.) y después vira hacia el NNO y, tras recibir por la derecha al corto río Yaak, poco después, se interna en el estado de Idaho por su extremo nororiental. Pasa por Leonia, Katka y Moyie Springs (656 hab.), donde recibe, procedente del norte, al río Moyie. Llega luego a Bonners Ferry (2515 hab.), y ya en dirección norte, continua por Ritz y Copeland.
Regresa a Canadá por su lado meridional, y al poco llega a la cola del gran lago Kootenay, el mayor lago natural de la Columbia Británica (unos 100 km de largo y 3-5 km de ancho), en el que opera un servicio de ferry (Kootenay Lake Ferry). A mitad del lago, unos 50 km al norte, el río Kootenay gira hacia el oeste, y entra en su tramo final. Pasa por Procter, y vira hacia el suroeste, llegando a Nelson (9258 hab.), Shoreacres y Billiant. Desagua al poco, por la margen izquierda y en su curso alto, en el río Columbia, entre las pequeñas localidades de Casteglar (7259 hab.) y Robson. 
El río Kootenai está considerado, para acceso público con fines recreativos, como un río de Clase I, en el tramo aguas abajo de la presa de Libby y  hasta la frontera con Idaho.

## Historia
El río Kootenay lleva su nombre por ser la región de la tribu de los kootenai (en Canadá, habitualmente, ktunaxa, a veces escrito como Kitunahan). En los registros escritos de principios del siglo XIX, a los kootenai a veces se les llamaba Flatbows, y el río también era conocido como río Flatbow. David Thompson (1770–1857), el explorador y cartógrafo canadiense de origen inglés, viajó en 1808 por el río, como parte de su esfuerzo para establecer un distrito para el comercio de pieles en la región del río Columbia. En 1809, Thompson le dio el nombre de río McGillivray, en honor de Duncan y William McGillivray, los socios de la Compañía del Noroeste que le habían apoyado firmemente.
En 1863, el descubrimiento de oro en la confluencia de los ríos Wild Horse y Kootenay, tuvo como resultado la conocida como «fiebre del oro de Wild Horse» (Wild Horse Gold Rush), por la que entre tres y diez mil hombres llegaron a la zona y se construyó Fisherville, que tuvo luego que ser  trasladada cuando se descubrió que estaba encima de algunos de los yacimientos más ricos. El nuevo nombre oficial del poblado, aunque siguió siendo conocido como Fisherville, fue Kootenai (también escrito como Kootenay o Koutenais) y también fue conocido como Wild Horse. En 1865, cuando la euforia inicial ya había pasado y las excavaciones no resultaron ser tan ricas como se creyera, al llegar noticias de descubrimientos en el Big Bend (Columbia), la mayor parte de la población minera abandonó la zona para trasladarse hacia allí en masa.
Fisherville, que había tenido un puesto de la compañía de la Bahía de Hudson y de otras empresas, continuó con unos pocos cientos de residentes durante un par de años más (la mayoría de ellos, al final, chinos, como se dio en muchas otras ciudades en que se descubrió oro en la Columbia Británica). Al poco fue eclipsada como centro de suministro con la creación, cerca, de Fort Steele. Otras nuevas quimeras del oro se dieron en los ríos Moyie y Goat y luego fueron seguidas por el descubrimiento de minas de plata y galena en la región del lago Kootenay y del valle Slocan. Ello llevó a una rápida colonización de la región en los años 1880 y 1890, y al boom de varias ciudades de plata («Silver City»), en particular, Nelson, a la salida del lago Kootenay; Kaslo, a medio camino de su brazo norte; y Nueva Denver, Silverton, Slocan City y Sandon. Con el fin de atender a las minas y a los colonos, se establecieron empresas de barcos de vapor en el río, que cubrían varios trayectos: desde Bonner Ferry (Idaho) a Nelson; desde el distrito de Lardeau (o «Lardo»), al extremo norte del lago Kootenay; y, también, en el curso superior del río Kootenay, entre Cranbrook y la región de Fort Steele y varios otros puntos en Montana.